# Polybia rufitarsis
Polybia rufitarsis är en getingart som beskrevs av Adolpho Ducke 1904. Polybia rufitarsis ingår i släktet Polybia och familjen getingar. Utöver nominatformen finns också underarten P. r. peruviana.